# Otto Schuhart
Otto Schuhart (* 4. September 1909 in Hamburg; † 10. März 1990 in Stuttgart) war ein deutscher Marineoffizier. Im Zweiten Weltkrieg gelang ihm als U-Boot-Kommandant die erste Versenkung eines Flugzeugträgers, der Courageous.

## Leben
Schuhart trat am 1. April 1929 mit der Crew 29 in die Reichsmarine ein. Nach der Infanterieausbildung auf dem Dänholm und der Bordausbildung auf dem Segelschulschiff Niobe folgten Lehrgänge an der Marineschule Mürwik in Flensburg-Mürwik. Die Bordausbildung durchlief er auf dem Leichten Kreuzer Emden (Madeira, Karibisches Meer, Vereinigte Staaten  und Las Palmas de Gran Canaria) und dem Leichten Kreuzer Karlsruhe. 1931/32 folgten Waffen- und Nachrichtenlehrgänge. 1932 wurde er Divisionsleutnant auf dem Linienschiff Schleswig-Holstein. Nach dem Dienst als Kompanieoffizier in der II. Marine-Artillerieabteilung war er 1936/37 Flaggleutnant bei der U-Flottille Weddigen. Nach weiteren Lehrgängen und Kommandos kam er als Wachoffizier auf U 25. 1938 vertrat er den Kommandanten von U 8 in der U-Bootschule. Im Dezember 1938 übernahm er das Kommando von U 25 in Wilhelmshaven.
1939 wurde Schuhart Kommandant von U 29, mit dem er im Zweiten Weltkrieg seine größten Erfolge hatte. Auf sieben Unternehmungen versenkte er elf Schiffe mit einer Gesamttonnage von 62.765 BRT, außerdem am 17. September 1939 den britischen Flugzeugträger Courageous mit 22.500 t. Für die Versenkung wurde er nach der Rückkehr mit dem Eisernen Kreuz II. und I. Klasse ausgezeichnet, aber nicht als Held gefeiert. In der unmittelbaren deutschen Berichterstattung blieb er sogar anonym. In der UFA Tonwoche Nr. 499 vom 28. März 1940 wird er jedoch namentlich genannt einschließlich Nennung der Versenkung der Courageous. Nachdem er am 1. Januar 1941 auf U 29 abgelöst wurde, war er fast vier Jahre an der U-Bootschule in Pillau. Von Juni 1943 bis September 1944 war er Chef der der 1. U-Lehrdivision unterstellten 21. U-Flottille. Am 21. September 1944 wurde er an die Marineschule Mürwik versetzt. Bei Kriegsende war er Kommandeur des „Marine-Schützenbataillons Schuhart“.
Nach Kriegsende war er von August bis Dezember 1945 Dezernent beim Deutschen Minenräumdienst.
1955 trat Schuhart in die Bundeswehr ein und wurde dort in diversen Dienststellungen eingesetzt: Prüfungsleiter bei der Offiziersbewerber-Prüfzentrale in Köln, Leiter der Ausbildung, und von November 1959 bis Mai 1960 Kommandeur des Marinestützpunktes in Flensburg-Mürwik. Von April 1964 bis März 1965 war er Kommandeur des Marinestützpunktkommandos Kiel. Am 30. September 1967 wurde Otto Schuhart mit dem Bundesverdienstkreuz I. Klasse in den Ruhestand verabschiedet. Er starb mit 80 Jahren in Stuttgart.

## Beförderungen
- Seekadett am 10. Oktober 1929
- Fähnrich zur See am 1. Januar 1931
- Oberfähnrich zur See am 1. April 1933
- Leutnant zur See am 1. Oktober 1933
- Oberleutnant zur See am 1. Juni 1935
- Kapitänleutnant am 1. August 1938
- Korvettenkapitän am 1. April 1943
- Fregattenkapitän am 1. Mai 1956
- Kapitän zur See am 1. Februar 1959

## Auszeichnungen
- Wehrmacht-Dienstauszeichnung IV. Klasse, 2. Oktober 1936
- Eisernes Kreuz (1939) II. und I. Klasse, 26. September 1939
- U-Boot-Kriegsabzeichen (1939), 16. Dezember 1939
- Ritterkreuz des Eisernen Kreuzes, 16. Mai 1940[3]
- Namensnennungen im Wehrmachtbericht, 19. September 1939, 14. März und 3. Juli 1940
- Kriegsverdienstkreuz mit Schwertern II. Klasse am 30. Januar 1944
- Kriegsverdienstkreuz mit Schwertern I. Klasse am 1. September 1944
- Bundesverdienstkreuz I. Klasse am 30. September 1967